# Бибосынов, Сакен Исмадиярович
Сакен Исмадиярович Бибосынов (каз. Сәкен Ісмадиярұлы Бибосынов; род. 3 июля 1997 год, Узбекистан) — казахстанский боксёр-любитель, заслуженный мастер спорта Республики Казахстан, спортсмен Центрального спортивного клуба Министерства обороны РК, выступающий в наилегчайшем весе. Бронзовый призёр Олимпийских игр 2020 года, Участник Олимпийских игр 2024 года, чемпион мира (2021), чемпион мира (2023), бронзовый призёр чемпионата мира (2019), серебряный (2022) и бронзовый (2021) призёр чемпионата Азии в любителях.

## Карьера
Родился в Узбекистане.
Выступает в наилегчайшей весовой категории. В любительском боксе выступает с 2015 года.
На чемпионате мира 2019 года в Екатеринбурге, Сакен дошёл до полуфинала в котором уступил индийскому боксёру Амиту Пангалу, тем самым завоевал бронзовую медаль первенства планеты.
В июле 2021 года Сакен Бибосынов стал бронзовым призёром Олимпиады в Токио. Он победил боксёров из Пуэрто-Рико, Франции и Испании, однако в полуфинале уступил боксёру из Великобритании Галалу Яфаю и завоевал бронзовую медаль Игр.
На чемпионате мира по боксу 2021 прошедшем в Белграде (Сербия) Сакен Бибосынов в первом же раунде единогласным решением выбил с турнира главного претендента на золото Хасанбоя Дусматова, в 1/8 финала он единогласным решением прошел индийца Deepak Bhoria, в 1/4 финала он прошел колумбийца Юберхен Мартинеса, в полуфинале он раздельным решением судей прошел таиландца Саенгпхет Танарат, в финале он единогласно победил американца Роско Хилл и стал чемпионом мира в весе до 51 кг.

## Награды
- Орден «Курмет» (13 августа 2021 года)[4]